# Proksybarbal
Proksybarbal – organiczny związek chemiczny, pochodna kwasu barbiturowego o działaniu uspokajającym i kojącym ośrodkowy układ nerwowy. Łagodzi objawy migreny, nie działa nasennie. Punkt uchwytu działania leku znajduje się w tworze siatkowatym pnia mózgu oraz w podwzgórzu. Wpływa korzystnie na zaburzenia regulacji autonomicznych pochodzenia ośrodkowego. Działanie leku ujawnia się po kilku dniach stosowania. Nie wywołuje zależności lekowej, nawet po kilkumiesięcznym okresie stosowania.
Oryginalny, polski lek zsyntetyzowany w 1955 lub 1956 roku w laboratoriach Akademii Medycznej we Wrocławiu przez Bogusława Bobrańskiego. Jeleniogórskie Zakłady Farmaceutyczne Polfa rozpoczęły produkcję tabletek zawierających proksybarbal pod nazwą handlową Ipronal, którą zakończono w 1999 roku. Lek nie został opatentowany i znajdował się w handlu w kilku krajach (Szwajcaria, Austria, Hiszpania, Węgry). Obecnie w Polsce preparat jest niedostępny (poza importem docelowym z Węgier). We Francj został wycofany z rynku ze względu na ryzyko spowodowania małopłytkowości immunoalergicznej.

## Preparaty dostępne na świecie
Preparaty handlowe:
- Axeen (Szwajcaria)
- Centralgal (Francja)
- Vasalgin (Węgry)